# Malva thuringiaca
Malva thuringiaca là một loài thực vật có hoa trong họ Cẩm quỳ. Loài này được (L.) Vis. mô tả khoa học đầu tiên năm 1852.